# Quasi-Zenit-Satelliten-System

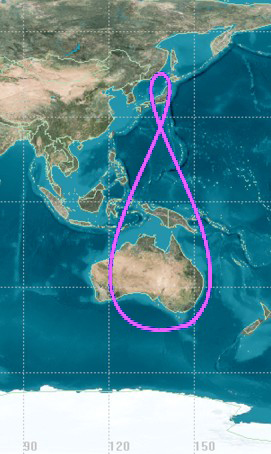
Orbit der QZ-Satelliten

Das Quasi-Zenit-Satelliten-System (QZSS) ist ein im Aufbau befindliches japanisches Satellitensystem, das bestehende globale Navigationssatellitensysteme (GNSS), speziell GPS, ergänzen soll. Die Satellitenkonstellation aus ursprünglich drei geosynchronen Satelliten wurde speziell für Japan entworfen, aber auch andere Asien-Pazifik-Gebiete werden davon profitieren können. Das System umfasst vier Satelliten (Stand 2020).

## Funktionsprinzip
Die QZSS-Satelliten umkreisen die Erde in einer geosynchronen Umlaufbahn mit einer Umlaufzeit eines siderischen Tages und einer Bahnhöhe zwischen 32.000 km und 40.000 km. Die Bahnneigung wird 43° betragen, so dass zu jeder Zeit einer der Satelliten direkt über Japan steht (quasi im Zenit). Das erhöht vor allem in Städten und in bergigem Gelände die Wahrscheinlichkeit, dass zusammen mit den Satelliten der anderen GNSS eine Positionsbestimmung möglich ist und die von den QZ-Satelliten ausgesendeten Zusatzinformationen empfangen werden können.
Das QZSS ist ähnlich wie die anderen GNSS aufgebaut und besteht aus dem Raumsegment, einem Kontrollsegment (Master Control Station und mehrere Beobachtungsstationen) sowie dem Nutzersegment (den Empfängern).
Das Raumsegment wird mit GPS-ergänzender und experimenteller Ausrüstung bestückt sein und äquivalente Signale zum modernen GPS senden. Damit soll die Kompatibilität und Interoperabilität zwischen den Systemen gewährleistet sein. QZ-Satelliten senden die existierenden L1-C/A- und L2-C-GPS-Signale, die zukünftigen L5- und L1-C-GPS-Signale sowie ein Experimentalsignal mit höherer Datenrate namens LEX, welches auf derselben Frequenz wie das Galileo-E6-Signal ausgesendet wird. Zusätzlich wird ein weiteres L1-C/A-Signal namens QZS-L1-SAIF ausgesendet, welches kompatibel zu den Signalen der existierenden SBAS ist. SAIF steht dabei für „Submeter-class Augmentation with Integrity Function“. Dieses Signal enthält Zusatzinformationen über die Integrität der GPS-Signale und Korrekturdaten zur Genauigkeitssteigerung des GPS-Systems.

## Entwicklung
Das Quasi-Zenit-Satellitensystem ist ein Gemeinschaftsprojekt von öffentlichen Institutionen und privatwirtschaftlichen Betrieben (Public Private Partnership). Aus der Regierung leiten vier staatliche Ministerien die Untersuchung und Entwicklung der Technologie, im privaten Sektor erfolgt die Gewerbeplanung der kommerziellen Nutzung (Profitplan) und der Aufbau sowie die Finanzierung eines Rundfunk- und Kommunikationssystems. Die japanische Raumfahrtagentur JAXA integriert dabei Forschungsinstitute in den Entwicklungsprozess.
Der Aufbau des Systems erfolgt stufenweise nach dem staatlichen Erlass vom 31. März 2006. Im August 2008 war die System-Konstruktionsüberprüfung (Critical Design Review) beendet, so dass der erste Satellit QZS-1 produziert und getestet werden konnte.

## Satelliten
Der Start des ersten QZ-Satelliten namens Michibiki (みちびき, „Wegleitung, Führung“) erfolgte am 11. September 2010 vom Tanegashima Space Center mit einer H-IIA F-18-Trägerrakete. Der Satellit ist etwa 4 t schwer und ist 2,9 m lang, 3,1 m breit und 6,2 m hoch. Die beiden Solarzellenausleger haben zusammen eine Spannweite von 25,3 m. Der Start des zweiten Michibiki-Satelliten (みちびき2号機) erfolgte am 1. Juni 2017 ebenfalls mit einer H-IIA-Trägerrakete. Der dritte Satellit wurde am 19. August 2017 und der vierte am 10. Oktober 2017 in den Orbit gebracht. Beide starteten mit jeweils weiteren H-IIA-Trägerraketen.